# Lilla Uvgölen
Lilla Uvgölen är en sjö i Vimmerby kommun i Småland och ingår i Motala ströms huvudavrinningsområde.